# ريتشارد إف. سيمبسون
ريتشارد إف. سيمبسون هو محامي وسياسي أمريكي، ولد في 24 مارس 1798 في لورنس في الولايات المتحدة، وتوفي في 28 أكتوبر 1882 في بيندلتون في الولايات المتحدة. نشط حزبياً في الحزب الديمقراطي. وقد انتخب عضو مجلس ولاية كارولاينا الجنوبية ‏ وانتخب عضو مجلس النواب الأمريكي ‏.